# Andrej Koeznetsov
Andrej Aleksandrovitsj Koeznetsov (Russisch: Андре́й Алекса́ндрович Кузнецо́в) (Toela, 22 februari 1991) is een tennisser uit Rusland. Hij heeft nog geen enkel groot toernooi gewonnen, maar heeft wel al enkele keren deelgenomen aan een grandslamtoernooi. Wel heeft hij eenmalig in een finale gestaan van een ATP dubbel toernooi. Hij heeft zeven challengers in het enkelspel en vijf challengers in het dubbelspel op zijn naam staan.

## Palmares
| Legenda                       | Legenda               |
| ----------------------------- | --------------------- |
| Grand Slam                    |                       |
| Olympische Spelen             |                       |
| tot 2009                      | vanaf 2009            |
| Tennis Masters Cup            | ATP Finals            |
| ATP Masters Series            | ATP Tour Masters 1000 |
| ATP International Series Gold | ATP Tour 500          |
| ATP International Series      | ATP Tour 250          |

### Enkelspel
| Nr.                  | Datum             | Toernooi  | Ondergrond | Tegenstander in finale      | Score          |
| -------------------- | ----------------- | --------- | ---------- | --------------------------- | -------------- |
| Gewonnen challengers |                   |           |            |                             |                |
| 1.                   | 23 april 2012     | Napels    | Gravel     | Jonathan Dasnieres de Veigy | 7-66, 7-66     |
| 2.                   | 10 september 2012 | Todi      | Gravel     | Paolo Lorenzi               | 6-3, 2-0, r    |
| 3.                   | 17 september 2012 | Trnava    | Gravel     | Adrian Ungur                | 6-3, 6-3       |
| 4.                   | 24 september 2012 | Lermontov | Gravel     | Farrukh Dustov              | 67-7, 6-2, 6-2 |
| 5.                   | 4 mei 2014        | Ostrava   | Gravel     | Miloslav Mečíř jr.          | 2-6, 6-3, 6-0  |
| 6.                   | 24 augustus 2015  | Manerbio  | Gravel     | Daniel Muñoz de la Nava     | 6-4, 3-6, 6-1  |
| 7.                   | 31 augustus 2015  | Como      | Gravel     | Daniel Brands               | 6-4, 6-3       |

### Dubbelspel
| Nr.                          | Datum             | Toernooi     | Ondergrond    | Partner                  | Tegenstanders in finale                  | Score            | Details |
| ---------------------------- | ----------------- | ------------ | ------------- | ------------------------ | ---------------------------------------- | ---------------- | ------- |
| verloren finales herendubbel |                   |              |               |                          |                                          |                  |         |
| 1.                           | 6 februari 2017   | ATP Sofia    | Hardcourt (I) | Michail Jelgin           | Viktor Troicki Nenad Zimonjić            | 4-6, 4-6         | details |
| Gewonnen challengers         |                   |              |               |                          |                                          |                  |         |
| 1.                           | 12 november 2012  | Marbella     | Gravel        | Javier Martí             | Emilio Benfele Álvarez Adelchi Virgili   | 6-3, 6-3         |         |
| 2.                           | 4 mei 2014        | Ostrava      | Gravel        | Adrián Menéndez Maceiras | Alessandro Motti Matteo Viola            | 4-6, 6-3, [10-8] |         |
| 3.                           | 10 augustus 2014  | Praag        | Gravel        | Toni Androić             | Roberto Maytín Miguel Ángel Reyes-Varela | 7-5, 7-5         |         |
| 4.                           | 11 januari 2015   | Happy Valley | Hardcourt     | Oleksandr Nedovjesov     | Alex Bolt Andrew Whittington             | 7-5, 6-4         |         |
| 5.                           | 14 september 2015 | Istanboel    | Hardcourt     | Oleksandr Nedovjesov     | Aleksandre Metreveli Anton Zajtsev       | 6-2, 5-7, [10-8] |         |

## Prestatietabellen
| Legenda | Legenda                          |
| ------- | -------------------------------- |
| g.t.    | geen toernooi gehouden           |
| l.c.    | lagere categorie                 |
| –       | niet deelgenomen                 |
| G       | uitgeschakeld in de groepsfase   |
| 1R      | uitgeschakeld in de eerste ronde |
| 2R      | uitgeschakeld in de tweede ronde |
| 3R      | uitgeschakeld in de derde ronde  |
| 4R      | uitgeschakeld in de vierde ronde |
| KF      | uitgeschakeld in de kwartfinale  |
| HF      | uitgeschakeld in de halve finale |
| F       | de finale verloren               |
| W       | het toernooi gewonnen            |
| w-v     | winst/verlies-balans             |

### Prestatietabel enkelspel
In deze tabel worden er enkele jaren overgeslagen, dit omdat deze tennisser die jaren niet meedeed aan ten minste één toernooi van deze tabel.
| Grandslamtoernooien   |      |     |               |               |               |       |       |        |
| Australian Open       | –    | –   | 2R            | –             | 2R            | 4R    | 1R    | 5-4    |
| Roland Garros         | –    | 1R  | 1R            | –             | 3R            | 2R    | 1R    | 3-5    |
| Wimbledon             | 1R   | 1R  | 2R            | 3R            | –             | 3R    | 1R    | 5-6    |
| US Open               | –    | –   | 1R            | 3R            | –             | 3R    | 1R    | 4-4    |
| Winst-verlies         | 0-1  | 0-2 | 2-4           | 4-2           | 3-2           | 8-4   | 0-4   | 17-19  |
| ATP World Tour Finals |      |     |               |               |               |       |       |        |
| ATP World Tour Finals | –    | –   | –             | –             | –             | –     | –     | 0-0    |
| ATP Masters 1000      |      |     |               |               |               |       |       |        |
| Indian Wells          | –    | –   | 1R            | –             | –             | 3R    | 1R    | 2-3    |
| Miami                 | –    | –   | 1R            | –             | –             | 4R    | 2R    | 4-3    |
| Monte Carlo           | –    | –   | –             | –             | 1R            | 1R    | 1R    | 0–3    |
| Madrid                | –    | –   | –             | –             | –             | 2R    | 1R    | 1-2    |
| Rome                  | –    | –   | 2R            | –             | –             | –     | –     | 1-1    |
| Montreal/Toronto      | –    | –   | –             | –             | –             | 1R    | –     | 0–1    |
| Cincinnati            | –    | –   | –             | –             | –             | –     | –     | 0-0    |
| Shanghai              | –    | –   | –             | –             | 1R            | –     | –     | 0–1    |
| Parijs                | –    | –   | –             | –             | –             | –     | –     | 0-0    |
| Olympische Spelen     |      |     |               |               |               |       |       |        |
| Olympische Spelen     | g.t. | –   | geen toernooi | geen toernooi | geen toernooi | –     | g.t.  | 0-0    |
| Statistieken          |      |     |               |               |               |       |       |        |
| Totaal aantal titels  | 0    | 0   | 0             | 0             | 0             | 0     | 0     | 0      |
| Totaal winst-verlies  | 1-4  | 2-5 | 9-19          | 9-8           | 10-12         | 29-21 | 14-22 | 77-97  |
| Eindejaarsranking     | 231  | 79  | 146           | 93            | 79            | 46    | 107   | n.v.t. |

### Prestatietabel (Grand Slam) dubbelspel
| Grandslamtoernooien   |      |     |      |        |
| Australian Open       | –    | –   | 2R   | 1-1    |
| Roland Garros         | –    | 1R  | –    | 0-1    |
| Wimbledon             | 1R   | –   | –    | 0-1    |
| US Open               | –    | 1R  | 2R   | 1-2    |
| Winst-verlies         | 0–1  | 0–2 | 2-2  | 2-5    |
| ATP World Tour Finals |      |     |      |        |
| ATP World Tour Finals | –    | –   | –    | 0-0    |
| Olympische Spelen     |      |     |      |        |
| Olympische Spelen     | g.t. | –   | g.t. | 0-0    |
| Statistieken          |      |     |      |        |
| Totaal aantal titels  | 0    | 0   | 0    | 0      |
| Totaal winst-verlies  | 5-8  | 6-7 | 7-7  | 21-27  |
| Eindejaarsranking     | 277  | 243 | 156  | n.v.t. |